# 模糊脸庞
《模糊脸庞》（英語：Blurryface）是美国音乐组合二十一名飞行员的第四张录音室专辑，也是乐队第二张由拉麵工坊厂牌发行的唱片。专辑原定于2015年5月19日发行，实际提前两天于5月17日发行。专辑首支单曲《Fairly Local》于2015年3月17日发行。截至2016年7月，专辑已在全美售出一百万份。专辑催生了美国公告牌百强单曲榜的前五热门单区《Stressed Out》（排名第二）和《Ride》（排名第五）。
《模糊脸庞》受到了樂評人的好评。乐评人称赞了这张专辑的主题以及音乐的多样性。这张专辑一般认为是乐队的突破性专辑，成为他们第一张登上公告牌二百強專輯榜榜首的专辑。截至2017年4月，这张专辑在美国的销量已超过150万张。 2018年，《模糊脸庞》成为数字时代第一张每首歌曲都至少获得美国唱片工业协会金唱片认证的专辑。2019年5月15日，专辑达成了在公告牌二百强专辑榜连续登榜四年的记录。

## 背景与录制
在发行第三张专辑《Vessel》（2013 年）后，乐队为了宣传这一专辑而在全球范围内举办巡演。在巡演期间乐队配有便携式录音室，可供随时录音。
《Heavydirtysoul》、《Fairly Local》、《Tear in My Heart》、《Lane Boy》和《Doubt》是与制作人瑞奇·里德在加利福尼亚州好莱坞的 Serenity West Recording 录音室录制的。《Stressed Out》、《Polarize》、《Hometown》和《Not Today》是与制作人麦克·埃利松多在加利福尼亚州塔扎纳的 Can Am 录音室录制的。《Ride》是与里德在俄亥俄州格罗夫城的 Sonic Lounge Studios 录音室录制的。《The Judge》是与制作人迈克·科罗西耶在伦敦利文斯顿工作室录制的。《We Don't Believe What's on TV》和《Goner》是与里德在加州好莱坞的派拉蒙录音室录制的。《Message Man》是与蒂姆·安德森在加利福尼亚州洛杉矶的 Werewolf Heart 录音室录制的。这张专辑由尼尔·亚夫伦在斯科特·斯科辛斯基英語：的协助下在加利福尼亚州好莱坞的 The Casita 录音室进行混音。这张专辑由的克里斯·蓋林格在纽约市 Sterling Sound 录音室进行母带制作。

## 標題與封面
專輯名稱「模糊臉龐」（Blurryface）指的是音乐组合所創作的一个虚构的人物。根據约瑟夫的說法，「模糊臉龐」代表著“令他個人和周边所有人感到恐惧不安的一切事物”。泰勒在拍攝音樂錄像帶及進行現場演出時都把自己的手臂跟頸子都漆上黑油，来表现這個虛構的人物，並說「我知道這很夸张，但這能够幫助我投入這個角色。」
專輯封面以黑、白、紅為主色調，而捨棄了以往常用的藍色；其中紅色代表著激情、暴力和憤怒。专辑封面由布兰登·里克、Reel Bear Media的马克·埃什勒曼和維吉爾·扎伊设计。

## 发行
2015年3月17日，乐队宣布了专辑的名称、曲目表和发行日期。歌迷大批涌入乐队网站预订这张专辑，导致网站宕机。5月19日，组合在加利福尼亚州伯班克的 iHeartRadio 剧院进行表演，同日专辑正式发行。

## 音乐
《模糊脸庞》主要是一张另类摇滚、另类嘻哈、电子流行、独立流行和雷鬼风格的专辑，还包含嘻哈、摇滚、流行、回响、工业、鼓打贝斯、独立摇滚、回响贝斯和丛林舞曲的元素。

## 單曲
- 《地頭蛇（英语：Fairly Local）》於2015年3月17日作為專輯首波主打單曲發行。歌曲首週空降美國告示牌百強單曲榜第84位，成為組合首支進榜單曲。[32]

- 《心中有淚（英语：Tear in My Heart）》於2015年4月6日作為專輯第二首單曲發行。歌曲首週空降告示牌百強單曲榜第82位，刷新組合當時單曲的最好成績。[33]

- 《乖乖牌（英语：Lane Boy）》於2015年5月4日作為專輯第三首單曲發行。歌曲的音樂錄像帶於7月20日正式公開。[34]

- 《輾轉難眠》於2015年11月10日作為專輯第四首單曲發行[35][36]，並獲得極大的成功。歌曲於告示牌百強單曲榜最高登上第2位[37]，並同時打進加拿大、澳洲、法國、德國等全球多國排行榜前10位。歌曲獲美國唱片業協會認證為五白金唱片，並獲得2017年第59屆格林美獎「最佳流行團體／組合」獎項[38]。

- 《旅程》於2016年4月12日作為專輯第五首單曲發行，繼前作後再次打進告示牌百強單曲榜前5位，並於全球排行榜上獲得不俗的成績。[39]

- 《Heavydirtysoul》於2016年12月9日作為專輯第六首單曲發行，歌曲的音樂錄像帶於2017年2月3日正式公開[40]。

## 商業成績
《模糊臉龐》首周以約147,000張的銷售單位、其中包括約134,000張實銷銷量（銷售單位的約90%數字）空降美國告示牌二百強專輯榜冠軍位置，成為組合首張冠軍專輯。專輯首週亦同時空降英國專輯榜第14位，成為組合首張在當地進榜的專輯。截止2015年11月，專輯已經在全球售出超過500,000張。
2016年1月，專輯在美國售出約592,000張，並於兩個月後上升至753,000張。在6月中旬，專輯在美國售出約924,000張，並於7月下旬正式突破100萬張。截至2016年年底，專輯已經在美國售出超過120萬張。專輯在加拿大被認證為金唱片，並於美國被認證為三白金唱片。

## 巡演

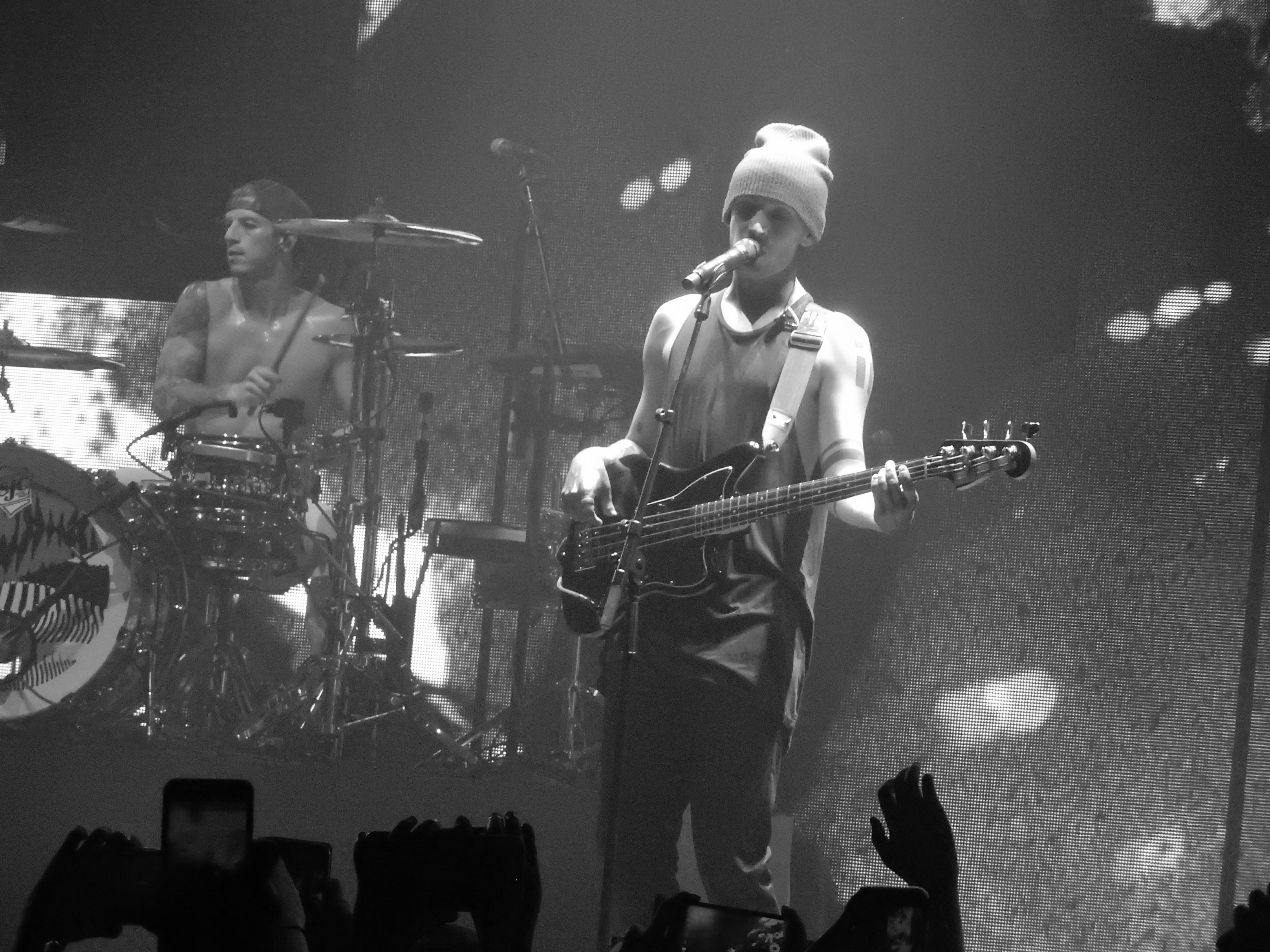
2016年，二十一名飞行员在情感路演世界巡回演唱会期间表演

二十一名飞行员在2015年开启了模糊臉龐巡迴演唱會（英語：Blurryface Tour），用于宣传《模糊脸庞》这张专辑。这场巡演由全球113场演出组成。巡演于2015年5月11日在苏格兰格拉斯哥开始，2016年5月7日在澳大利亚班伯利结束。Echosmith和Finish Ticket为这次巡演的北美站開場嘉賓。这次巡演中在福克斯奥克兰剧院的两场演出被录制下来，后来以电视特辑和限量版黑胶唱片《Blurryface Live》的形式发行。
2016年，二十一名飞行员开启情緒路演世界巡迴演唱會，这是《模糊脸庞》专辑配套的第二场全球巡演。2015年10月26日，乐队宣布了巡演的日程。2016年5月9日，更多的巡演日程被宣布，包括第二輪北美巡演以及在欧洲和大洋洲的演出。巡演于2016年5月31日在辛辛那提的美国银行体育馆开始，2017年6月25日在俄亥俄州哥伦布市结束。巡演共进行了123场。

## 歌曲列表
| 曲序 | 曲目                          | 製作人        | 时长 |
| ---- | ----------------------------- | ------------- | ---- |
| 1.   | Heavydirtysoul                | Ricky Reed    | 3:54 |
| 2.   | Stressed Out                  | Mike Elizondo | 3:22 |
| 3.   | Ride                          | Reed          | 3:34 |
| 4.   | Fairly Local                  | Reed          | 3:27 |
| 5.   | Tear in My Heart              | Reed          | 3:08 |
| 6.   | Lane Boy                      | Reed          | 4:13 |
| 7.   | The Judge                     | Mike Crossey  | 4:57 |
| 8.   | Doubt                         | Reed          | 3:11 |
| 9.   | Polarize                      | Elizondo      | 3:46 |
| 10.  | We Don't Believe What's on TV | Reed          | 2:57 |
| 11.  | Message Man                   | Tim Anderson  | 4:00 |
| 12.  | Hometown                      | Elizondo      | 3:54 |
| 13.  | Not Today                     | Elizondo      | 3:58 |
| 14.  | Goner                         | Reed          | 3:56 |

| 日本版加值曲 | 日本版加值曲   | 日本版加值曲 | 日本版加值曲 |
| 曲序         | 曲目           | 製作人       | 时长         |
| ------------ | -------------- | ------------ | ------------ |
| 15.          | Guns for Hands | Greg Wells   | 4:30         |
| 16.          | Lovely         | Wells        | 4:18         |

## 銷售榜單
| 榜單（2015-17年）                         | 最高名次 |
| ----------------------------------------- | -------- |
| 澳大利亞（ARIA專輯榜）                    | 7        |
| 奧地利（奧地利Ö3專輯榜）                  | 12       |
| 比利時法蘭德斯（Ultratop專輯榜）          | 17       |
| 比利時瓦隆（Ultratop專輯榜）              | 19       |
| 加拿大（《告示牌》Canadian Albums Chart） | 4        |
| 丹麥（Hitlisten專輯榜）                   | 9        |
| 荷蘭（MegaCharts專輯榜）                  | 18       |
| 芬蘭（Suomen virallinen lista專輯榜）     | 5        |
| 法國（SNEP專輯榜）                        | 13       |
| 德國（Media Control專輯榜）               | 27       |
| 匈牙利（MAHASZ專輯榜）                    | 16       |
| 愛爾蘭（IRMA專輯榜）                      | 7        |
| 義大利（FIMI專輯榜）                      | 13       |
| 日本（Oricon專輯榜）                      | 61       |
| 韓國（Gaon專輯榜）                        | 77       |
| 墨西哥專輯榜（AMPROFON）                  | 12       |
| 紐西蘭（RMNZ專輯榜）                      | 2        |
| 挪威（VG-lista專輯榜）                    | 5        |
| 波蘭（ZPAV專輯榜）                        | 15       |
| 葡萄牙（AFP專輯榜）                       | 15       |
| 西班牙（PROMUSICAE專輯榜）                | 51       |
| 瑞典（Sverigetopplistan專輯榜）           | 9        |
| 瑞士（Schweizer Hitparade專輯榜）         | 22       |
| 英國（OCC專輯榜）                         | 5        |
| 美国（《告示牌》200）                     | 1        |

| 榜單（2015年）             | 最高名次 |
| -------------------------- | -------- |
| 美國《告示牌》二百強專輯榜 | 31       |
| 美國《告示牌》數位專輯榜   | 19       |
| 美國《告示牌》搖滾專輯榜   | 7        |

| 榜單（2016年）                    | 最高名次 |
| --------------------------------- | -------- |
| 澳大利亞專輯榜（ARIA）            | 23       |
| 奧地利專輯榜（奧地利Ö3）          | 34       |
| 比利時專輯榜（Ultratop法蘭德斯）  | 73       |
| 比利時專輯榜（Ultratop瓦隆）      | 67       |
| 加拿大專輯榜（《告示牌》）        | 4        |
| 丹麥專輯榜（Hitlisten）           | 14       |
| 荷蘭專輯榜（MegaCharts）          | 31       |
| 法國專輯榜（SNEP）                | 24       |
| 義大利專輯榜（FIMI）              | 63       |
| 墨西哥專輯榜（AMPROFON）          | 41       |
| 紐西蘭專輯榜（Recorded Music NZ） | 9        |
| 波蘭專輯榜（ZPAV）                | 42       |
| 瑞士專輯榜（Schweizer Hitparade） | 46       |
| 英國專輯榜（OOC）                 | 27       |
| 美國《告示牌》二百強專輯榜        | 6        |

## 認證
| 地區                                     | 认证    | 认证单位/销量 |
| ---------------------------------------- | ------- | ------------- |
| 澳大利亚（澳大利亚唱片业协会）           | 白金    | 70,000‡       |
| 奥地利（國際唱片業協會奧地利分會）       | 白金    | 15,000*       |
| 巴西（巴西唱片業協會）                   | 3× 白金 | 120,000‡      |
| 加拿大（加拿大音乐协会）                 | 5× 白金 | 400,000‡      |
| 丹麦（國際唱片業協會丹麥分會）           | 2× 白金 | 40,000‡       |
| 德国（聯邦音樂產業協會）                 | 金      | 100,000‡      |
| 意大利（意大利音乐产业联盟）             | 白金    | 50,000‡       |
| 墨西哥（墨西哥音像製品協會）             | 白金+金 | 90,000‡       |
| 荷兰（荷蘭音像製品製作與進口協會）       | 金      | 20,000‡       |
| 新西兰（新西兰唱片音乐协会）             | 白金    | 15,000‡       |
| 挪威（國際唱片業協會挪威分会）           | 金      | 15,000*       |
| 波兰（波蘭音像製造商協會）               | 3× 白金 | 60,000‡       |
| 新加坡（新加坡唱片業協會）               | 金      | 5,000*        |
| 瑞典（瑞典唱片業協會）                   | 金      | 20,000‡       |
| 瑞士（國際唱片業協會瑞士分会）           | 白金    | 20,000‡       |
| 英国（英国唱片业协会）                   | 白金    | 394,727       |
| 美国（美國唱片業協會）                   | 5× 白金 | 5,000,000     |
| 總計                                     |         |               |
| 全球                                     | —       | 6,500,000     |
| *僅含認證的實際銷量 ‡僅含認證的+實際銷量 |         |               |